# Hochwasserrückhaltebecken Simonsbachtal
Das Hochwasserrückhaltebecken Simonsbachtal (auch Simonsbachspeicher, Simonsbach-Stausee) bei Donzdorf und Unterweckerstell ist einer von drei Stauseen im Landkreis Göppingen, Baden-Württemberg. Der Wasserverband Fils stellte es im Mai 1983.
Gestaut wird der Simonsbach, der weiter abwärts in Donzdorf in die Lauter fließt. Das Hochwasserrückhaltebecken ist im Normalfall nur zum Teil eingestaut; der größte Teil des Beckens wird für den Hochwasserschutz bereitgehalten.
Der kleine Stausee ist ein Naturparadies, in dem viele Vögel leben. Es gibt dort Aktionstage Abenteuer Simonsbachstausee.
Beim Hochwasser im Juni 2024 wurde seine Rückhaltekapazität erstmals übertroffen, sodass Wasser über den Notablauf abfloss. Dieser wurde vorsichtshalber mit Sandsäcken gesichert. 